# Gaston Mercier
Pour les personnes ayant le même patronyme, voir Mercier.
Gaston Antoine Mercier, né le 5 juin 1932 à Paris et mort le 4 juillet 1974 à Bussières, est un ancien rameur français, membre de l'équipe de France médaillée d'or aux Jeux olympiques d'été de 1952 aux côtés de Bernard Malivoire et Raymond Salles.

## Club
- Société Nautique de la Marne (Nogent-sur-Marne)

## Palmarès

### Jeux olympiques
- Médaille d'or en deux de pointe avec barreur à Helsinki 1952
- Médaille de bronze en quatre de pointe sans barreur à Melbourne 1956
- 4e en huit de pointe avec barreur à Rome 1960

### Championnats d'Europe d'aviron
- 4e en quatre de pointe sans barreur aux Championnats d'Europe d'aviron 1956, à Bled
- médaille de bronze en  huit de pointe avec barreur aux Championnats d'Europe d'aviron 1961, à Prague

### Championnats de France
Il décroche plusieurs titres nationaux en aviron entre 1952 et 1959 et un titre en double canoë en 1953.
Il meurt prématurément d'un accident cardiaque lors d'une sortie à vélo.